# Сільськогосподарські споруди
Сільськогосподарські будівлі та споруди призначаються для різних галузей сільськогосподарського виробництва. За призначенням сільськогосподарські будівлі і споруд поділяють на:
- тваринницькі — корівники, будівлі для молодняку , телятники, свинарники, стайні, кошари, хліви та ін;
- птахівницькі — інкубаторії для штучного виведення курчат, пташники для утримання молодняку і дорослої птиці;
- ветеринарні — ветеринарні амбулаторії, стаціонари, ізолятори;
- складські — овочесховища, зерносховища, склади мінеральних добрив.